# Belekçahan, Akdağmadeni
Belekçahan là một thị trấn thuộc huyện Akdağmadeni, tỉnh Yozgat, Thổ Nhĩ Kỳ. Dân số thời điểm năm 2010 là 2.9 người.